# Auxis
Auxis is een geslacht van straalvinnige vissen uit de familie van de makrelen (Scombridae).

## Soort en ondersoorten
- Auxis rochei
  - Auxis rochei eudorax Collette & Aadland, 1996
  - Auxis rochei rochei (Risso, 1810)
- Auxis thazard
  - Auxis thazard brachydorax Collette & Aadland, 1996
  - Auxis thazard thazard (Lacepède, 1800)